# Panteon
Panteon (grško παν, pan, »vse« in θεόs, teós, »bog«) je antični naziv za svetišče, posvečeno vsem bogovom. 
Predstava o panteonu, kot svetišču vseh bogov izvira iz sumerske, grške in manihejske mitologije in je bila že zgodaj povezana s konkretnim krajem oz. samo zgradbo templja. 
S takšnim smislom je bila beseda prenesena tudi v Rimsko cesarstvo. Ker je danes Panteon v Rimu edini dobro ohranjen panteon na svetu, je postal sinonim za vse zgradbe na svetu, ki služijo enakemu namenu. Po njegovem vzoru je nastal in bil poimenovan tudi pariški Panteon, ki velja za spominski tempelj vseh pomembnih osebnosti francoske nacije. 
Od razsvetljenstva naprej se je v evropski duhovni zgodovini, kakor tudi v nauku o veri, pojem besede »panteon« sčasoma posplošil in danes ne opisuje več samo (po pristojnostih/namembnosti razvrščene) skupine bogov sumerske, grške, manihejske ali rimske veroizpovedi, temveč se uporablja pri vseh mnogobožnih (politeističnih) religijah. Posamično ga uporabljajo tudi pri veroizpovedih, ki predstave o razvrščenosti bogov po pristojnostih, ne povezujejo s konkretnim zbirnim mestom za njihovo čaščenje. Med slednje sodita med drugim hinduizem in budizem. 
Med najbolj znana svetišča vseh priznanih bogov sodijo:
- Panteon v Rimu
- Panteon v Parizu
- Panteon v Tiflisiju

Druge zgradbe z nazivom Panteon:
- Gledališče Panteon v Bonnu